# Fritz Burkhardt
Fritz Burkhardt (* 3. September 1900 in Arnstein/Mainfranken; † 7. April 1983 München) war ein Münchener Grafiker und Maler. Er wird zur Verschollenen Generation gezählt.

## Leben
Burkhardt wuchs in Hersbruck bei Nürnberg auf. Ab 1910 besuchte er das Gymnasium in Nürnberg und wurde von 1914 bis 1920 in Eichstätt als Lehrer ausgebildet, wo er auch Eduard Aigner kennenlernte.
1921 ging er nach Iphofen, studierte von 1924 bis 1927 an der Akademie der Bildenden Künste München bei Adolf Schinnerer, erhielt 1928 ein Stipendium der Stadt München und ging auf Italienreise. 1930–1934 war er Mitglied der Juryfreien.
Er freundete sich 1931 mit Max Radler an und gewann 1934 den Albrecht-Dürer-Preis der Stadt Nürnberg. Danach unternahm er eine Reise nach Paris. Während des Nationalsozialismus zog er sich zurück und arbeitete nur noch spärlich im Verborgenen.
Als während eines Bombardements im letzten Kriegsjahr sein Atelier getroffen wurde, gingen viele Werke unwiederbringlich verloren. 1946 wurde er Gründungsmitglied der Neuen Gruppe. Burkhardt starb am 7. April 1983 in München.

## Werk
Burkhardts Hauptwerk ist während der späten Jahre der Weimarer Republik in den 1930ern entstanden. Es zeigt oft abseitige Themen wie Prostitution, Mord und Verbrechen. Seine vorwiegend zeichnerische Arbeit ist noch beeinflusst vom schwindenden Expressionismus, so sind seine Zeichnungen und graphischen Werke oft stark kontrastgeladen. Die Frauenporträts und Akte, für die oft Prostituierte Modell standen, sind stark sexuell aufgeladen, ihre Körper ungeschönt wiedergegeben. Bemerkungen und Dialoganrisse auf den Blättern am Rand oder auf der Rückseite, manchmal auch einfach zwischen die Skizzen geworfen, runden die Arbeitsweise ab. Die gemalten Bilder sind von Blau-, Grau- und Grüntönen dominiert, die Körper perspektivisch verzerrt und in die Länge gezogen. Die Einflüsse von Modiglianis Perspektivik könnten nach Burkhardts Italienreise dazu geführt haben. Nachtleben und Szenen aus Bordellen und Kneipen sind ebenfalls immer wiederkehrende Themen seiner Arbeiten. Es ist stark anzunehmen, dass er aufgrund seiner Thematiken bei den Nationalsozialisten Münchens unter Druck geriet und sich deshalb aus der aktiven Kunstszene zurückziehen musste.
1950 bis 1983 war er jedes Jahr mit einem Werk in der Großen Kunstausstellung München im Haus der Kunst vertreten. Werk-Abbildungen finden sich in den Katalogen der Jahre 1953 und 1972 bis 1983.

## Ausstellungen
- 2017 – Kunstmuseum Hersbruck – Die Verschollenen – Eine Dokumentation des Freskos am Hersbrucker Rathaus (1937–1945) und Werke aus verschiedenen Sammlungen (21. September bis 17. Dezember 2017)[1]

## Publikationen
- Moderne Graphik die Expressionisten: „Die Brücke“, Beckmann, Kokoschka u. a. Die Neusachlichen: George Grosz, Otto Dix. Die neuere Münchener Graphik, [München-Schwabing, März – April 1946], Ausstellungskatalog, München 1946: Freitag-Verlag (Einleitungstext von F. B.)
- Moderne Graphik Munch, Ensor, Picasso. Expressionisten und Abstrakte: Nolde, „Brücke“, Kokoschka, Beckmann, Feininger u. a. Die Neusachlichen und die Münchner: Dix, Grosz, Schrimpf u. a. [Juni, Juli, August 1946], Ausstellungskatalog, München 1946: Freitag-Verlag (Einleitungstext von F. B.)
- Die „Neue Deutsche Graphik“, in: Prisma 1. Jg. (1946?), Heft 2